# CONSTELLATION
『CONSTELLATION』（コンステレーション）は、上木彩矢の1枚目のインディーズミニアルバム。

## 概要
- 自身の記念すべきインディーズデビュー作。

## 収録曲
1. 19〜since i was born
  - 作詞：上木彩矢 / 作曲：當眞健司
2. ☆シュビドゥビバ☆
  - 作詞：上木彩矢 / 作曲：川島だりあ
3. Because I close to U
  - 作詞：上木彩矢 / 作曲：川島だりあ
4. Always
  - 作詞：上木彩矢 / 作曲：古井弘人
5. A constellation
  - 作詞：上木彩矢 / 作曲・編曲：岡本仁志

後に、メジャーデビュー以後のアルバム『明日のために 〜Forever More〜』にて、リテイク。
6. Honey?
  - 作詞：上木彩矢 / 作曲：Bonn
7. I love my super man
  - 作詞：上木彩矢 / 作曲：岩井勇一郎